# 3年A組-今から皆さんは、人質です-
『3年A組 -今から皆さんは、人質です-』（さんねんエーぐみ いまからみなさんは ひとじちです、英:Mr. Hiiragi's Homeroom）は、日本テレビ系「日曜ドラマ」で2019年（平成31年）1月6日から3月10日まで放送された連続テレビドラマ。
卒業10日前に生徒たちを監禁した高校教師の謎の行動を描くサスペンス・学園ドラマである。主演は菅田将暉。略称は「3A」。武藤将吾脚本によるオリジナル作品である。

## 企画・制作
菅田将暉の民放プライムタイム帯初主演作。制作の6年前から福井雄太プロデューサーと菅田が「いつか一緒にドラマをやろう」と連絡を取り合っており、連続ドラマの企画がスタートしたあとに教師役をやりたいという菅田からの希望で、学園ものに決定した。教師ものを選んだ理由は学園ドラマが減少しているからだという。視聴者に目を止めてもらう手法として主人公がテレビの向こうから視聴者に語りかけるスタイルは、映画『チャップリンの独裁者』を参考にしている。
脚本の武藤将吾は、当初は『熱中時代』のような熱血教師ものをと思ったものの、今の時代にはそぐわないため、そういう情熱を注ぐ教師が必要な状況を作るために、生徒を人質にとって立てこもるというストーリーを考案。ターゲットである若年層に届くように、「セリフで語らず表情や背中で見せるべき」という脚本のセオリーもあえて破り、今の時代では肉親でも言いづらいようなストレートなセリフを書いた。
また病で痩せていく役を演じるにあたり、菅田は10キロ以上の減量をして臨んだ。
卒業までの10日間を、基本的に一日一話形式で描いて行く。全10話のうち、1話 - 5話（1 - 4日目）を第一部、6話 - 8話（5 - 8日目）を第二部（ヒーロー編）、9話 - 10話（9 - 10日目）を最終章と銘打っている。
3年A組の生徒役はオーディションで選ばれ、一部の生徒だけが目立つのではなくクラス全員でドラマを作りたいということから、クラス全員にキャッチコピーがつけられて個性的なキャラクターが設定されている。
デビュー作が『仮面ライダーW』の菅田に加え、『仮面ライダービルド』を手がけた武藤の脚本とあって、第1話のセリフ「ゾクゾクさせてやるよ」は、『仮面ライダーW』での菅田が演じたフィリップの決め台詞「ゾクゾクするねえ」を想起させ、随所に特撮ヒーローものを意識したつくりが見られる。主人公はアクション俳優を目指していたが挫折した過去があり、番組内で流れる「ガルムフェニックス」というヒーローが物語のキーとなっている。
また、同年10月期に放送された賀来賢人の主演ドラマ『ニッポンノワール-刑事Yの反乱-』は本作品の9ヶ月後の設定で、3年A組生徒たちも順次出演し彼らの卒業半年後の姿を見ることができる。
本作品はトルコで『オーレトメン(先生の意味)』のタイトルでリメイクドラマが製作され、韓国でも吹替版が放送された。

## あらすじ
魁皇高校では卒業まで残り10日となるなか、3年A組担任の柊一颯がクラス29人全員を集めて突然「今から皆さんには、人質になってもらいます」と告げた。そして爆発音が鳴り響き、校舎の廊下部分が爆破され騒然となる生徒たちは教室内に閉じ込められる。
一颯は生徒たちに、半年前に自ら命を落とした景山澪奈はなぜ死んだのか「原因を考え、真実を知っている者は名乗り出ろ」と課題を出す。澪奈は水泳部でオリンピック代表候補にもなっていた全国区のスターだったが、ドーピング疑惑のフェイク動画を拡散されて以降、クラスでいじめにあっていた。驚愕する生徒たちに一颯は「課題にクリアできなければ一人ずつ命を奪う」と脅迫する。
それと同時に一颯は自ら警察に通報して校舎を包囲させ、SNS「Mind Voice（マインドボイス）」を通じてこの事件をエンターテイメントとして見守っている一般大衆に課金を要求する。
当初は戸惑い反発していたA組生徒たちも、一颯の「授業」を通じて少しずつ自分の頭で考えて物事の本質を見ることを教わり、自分自身の過ちや将来と向き合いながら、クラス一丸となって事件の真相に迫っていく。

## 登場人物

### 3年A組

#### 担任
柊一颯（ひいらぎ いぶき）〈27〉
演 - 菅田将暉
本作品の主人公。美術担当教師で、魁皇高校には2年前に赴任してきた。半年前の景山澪奈の自殺後に前担任が休職したため、代わりに3年A組担任となる。生徒たちからは「ブッキー」と呼ばれ、元々は目立たない存在であったため「雑魚キャラ」扱いされていたが、立てこもってからは冷徹かつ熱意溢れる性格に豹変する。
身体能力はかなり高く、自分に殴りかかってきた生徒を投げ飛ばすほどで、ナイフや銃など武器も使いこなす。機械やコンピューターの扱いにも長けており、校内のいたるところに遠隔操作式の爆弾や監視カメラ、赤外線センサーを仕掛けたり、外から中の状況が見られないように特殊な窓を取りつけるなど、生徒の逃走、警察の侵入を妨害している。傍目から見てもサイコパスのような行動をとっているが、協力者との会話では冷静に自分の置かれている立場を分析し、「罪を犯すのは俺だけでいい」と生徒たちに犯罪に加担させないように配慮も見せている。
立てこもり中、授業を開始するときは「俺の授業をはじめる」と言い、生徒たちに必ず礼をさせる。生徒たちには他人の意見に流されず自分の頭で考えて物事の本質を見ることを求め、考えさせるときは「Let’s think.」と言いながらこめかみを指差す仕草をする。
フェイク動画の拡散など悪意を持って他人を陥れる行為や、自分の過ちを正当化しようとする言動に対しては理由にかかわらず容赦なく叱責して反省を促す。一方で、生徒個人の生き方に対してはたとえ未熟であっても「今はまだ三歩先しか見えなくてもいい」と否定せず彼らに一任するなど、誰よりも教え子たちの人生や学校を思ってのことであり、その真摯な姿勢は生徒たちはもとより、武智をはじめとした関係者や日和見な態度を取っていた同僚の教師たちが次第に進んで姿勢を改めるきっかけになっている。終盤で生徒たちが一颯の教え「大事なことは実行前にまず考える」を実践し判断を下した際には、彼らの成長を喜び落涙している。
美術大学在籍時に美術スタッフのアルバイトで特撮番組に関わった際に身体能力を買われ、卒業後に「IVKI」の芸名でスーツアクターになった。その後はアクション俳優を目指しながら働いていたが、膵臓ガンを患ったため、特撮を断念し教師に転身した。
魁皇高校に転任してきたのは、恋人だった相楽文香を陥れた武智の罪を究明するためであったが、文香と同様の被害にあった澪奈を救うことができなかったことで後悔に苛まれ、さらに病が再発したこともあって、命をかけて真相を暴き、これ以上フェイク動画の被害者を出さないよう広く訴えるためにこの事件を起こした。生徒たちに恐怖を与えてしまったことには負い目を感じていたが、前述した物事の考え方を彼らに教える目的もあり、素直に受け止め最後までついてきてくれたことに感謝を述べた。
3月10日、最後の授業として「Mind voice」でのライブ中継を終えた直後、学校の屋上から飛び降りるが、茅野さくらがその手を掴み、生徒たちに引き上げられ命拾いをした。そのまま警察に出頭し郡司の手で逮捕された後、一年間の闘病の末、息を引き取った。

#### 生徒 （出席番号順）
逢沢博己（あいざわ ひろき）
演 - 萩原利久
映画研究会および美術部に所属。常にカメラを片手に校内を撮影しており、澪奈のドキュメンタリー映画を製作中だった。澪奈の死後に映像素材を一颯に提供し、以降、ハンディカメラの映像としてたびたび回想シーンなどで使われている。
第5話にて、一颯の内通者であったことが判明。一颯が倒れた際には、彼の代わりに回収した爆弾を使って生徒たちを教室に留めておこうとするが、「お前に殺しはできない」と判断した甲斐たちにあっけなく起爆装置を奪い返され、閉ざされた部屋の鍵を解除させられてしまう。その後、生徒たちが自主的に教室に残ることを選択したことで、安堵の表情を浮かべていた。
クールな性格で、周囲が慌てているときにも冷静な観察眼で状況を把握し的確なアドバイスを与える。澪奈の孤独を見抜き、本音を言えない彼女の力になるために映画製作を始めたが、やがて澪奈と仲の良いさくらに恋愛感情を抱くようになる。一颯に協力したのは、ずっと撮影してきたにもかかわらず助けることができなかった澪奈の死の真相を究明するとともに、この件について何かを抱えているさくらを救うためでもあった。
卒業後に澪奈のドキュメンタリー映画を完成させ、一颯の三回忌に元生徒たちが集まった際に上映する。
秋庭凛（あきば りん）
演 - 秋田汐梨
里見親衛隊の一人。ネット好きで、明るくて陽気な少女。第5話で携帯電話が手元に戻ったときは、真っ先に「ただいまネット世界に生還しました！」と「Mind Voice」に投稿した。ハンドルネームは「凛ちゃん」。
浅見沙也（あさみ さや）
演 - 若林薫(現: 桜庭愛菜)
書道部に所属する真面目で内気な眼鏡っ子。第5話で一颯が倒れた際に残ると決めた生徒に謝りつつ、「脱出したい」と申し出ていたが、最終的には里見たちの説得に応じ、教室に残る。二人で鉄道の時刻表を見るなど、席が前後の立野と仲がいい。
卒業後は、佑香のデビューCDのジャケットのタイトル文字を書いている。
石倉光多（いしくら こうた）
演 - 佐久本宝
甲斐の取り巻きの1人。甲斐に負けず劣らず喧嘩っ早い乱暴者。ダンスグループにも所属している。
甲斐が金銭的に困窮していたことや脅迫されていたことは知らず、それが判明した時は彼が何も相談してくれなかったことに悔し涙を流し、「言ってくれれば何か力になれたはずだ、俺たちダチじゃなかったのかよ!?」と気持ちを伝え説得する。以降も甲斐が残ると決めたときにはその気持ちを尊重するなど、よき理解者であり続ける。
瑠奈に好意を抱いているようで、瑠奈と西崎の距離が近いことに軽く嫉妬している。
卒業後も変わらず甲斐と関わり続けている様子である。
魚住華（うおずみ はな）
演 - 富田望生
柔道部所属のふくよかで力持ち、食欲旺盛な女子。実家は米屋。バカにされていたのをかばってくれた須永に好意を抱き、須永の言うことは力仕事だろうと素直に聞く。美術準備室の扉に体当たりした際の「ビーストだな」という須永の言葉を「ビューティの最上級」と超解釈するなど、前向きすぎる性格。
香帆と仲が良かったが香帆の裏の顔を知り、距離を置く。しかし香帆やさくらが澪奈事件の真相を真剣に突き止めようとしているのを知って、ふたたび仲間となる。
瀬尾と同様に、武智の勧めで豪翔大学に柔道でスポーツ推薦が決まっており、家庭の事情として大学進学を許される唯一の道であったが、自分にそれだけの実力がないのを痛感していた。第7話で武智の罪が暴かれたときには須永にも反論し、涙ながらに自分と同じ境遇の瀬尾をかばう。その後、瀬尾と二人で推薦が駄目になってもがんばろうと誓いあった。
卒業後、須永に断られてもめげずに12回告白し続け、見事恋人同士になっている。
宇佐美香帆（うさみ かほ）
演 - 川栄李奈
ダンス部所属。コミュニケーション力に長け、周囲に積極的に話しかけるクラスの中心的な人物の1人。
澪奈にも自分から話しかけて友人となるが、「澪奈の写真をアップするとフォロワーが増える」などと発言していたことから、彼女の人気を利用する面もあった。澪奈が自分よりさくらとの交友を優先するようになると激しく嫉妬し、「Mind Voice」にて「やり逃げX」のハンドルネームで彼女を中傷し、陰で彼女の水着を切り裂く、澪奈の自宅部屋の窓ガラスに石を投げるなどの嫌がらせを続け、ドーピング疑惑の元となった捏造動画をアップするなど裏の顔を持っていた。
第2話にてクラスメイトの前でそれが明るみに出るが、それでも開き直っていたところを一颯から「同じことを自分がされたらどうなるか、お前には想像力が足りなかった」と一喝される。さらにさくらからは「澪奈は本当に香帆を友達だと思っていたんだよ」と諭されたことで自分の過ちに気づき、「その痛みを一生忘れるな」と一颯から励まされて涙を流した。
その後クラスで孤立してしまうが、「澪奈が亡くなった事件の真実を知りたい」とさくらに頼まれ渋々ながら協力し事件の真相を求めていくうちに、避けられていた華や未来との仲も修復し、また一緒に行動するようになる。

甲斐隼人（かい はやと）
演 - 片寄涼太（GENERATIONS from EXILE TRIBE）
学校一の悪大将。短気で感情的かつ暴力的な性格で、クラスに不協和音を作る火付け役の一人になっていた。第4話で澪奈のフェイク動画に関わっていたことが判明する。
ダンスグループに所属し世界大会を目標にしていたが、母が事故で寝たきりになってしまい、母子家庭であることもあり幼い弟妹の面倒を見るとともに家計のためアルバイトをしなければならず、ダンスグループを脱退せざるを得なくなる。そのメンバーである仁科から「澪奈に紹介してくれれば20万円渡す」と持ちかけられ、大金欲しさとダンスを諦めた自分と対照的に脚光を浴びている澪奈への嫉妬もあって彼女を売り渡し、澪奈を廃ビルに連れ出したが、澪奈が拉致されそうになったため相手グループから彼女を逃がし、それが「暴力事件」として警察沙汰となってしまう。その後、仁科がメンバーとして所属していた「ベルムズ」に脅され、澪奈に振られて彼女を憎んでいた里見に盗撮をそそのかし、その動画を元に「ベルムズ」が加工したフェイク動画のDVDを香帆の鞄に入れ、SNS「Mind Voice」にアップさせる。
一颯から黒幕の存在を問い詰められるも、家族を盾に脅迫されているため真実を明かせなかった。しかし一颯から「ダンスを続けられなくなったのは、最初から無理だと決めつけ、誰にも助けを求めず、すがろうとしなかったお前自身のせい」と黙っていたことで状況を悪化させたことを叱咤される一方、石倉からの「言ってくれれば何か力になれたはずだ」と涙ながらの訴えを聞き、さらに一颯の「俺を信じろ」「お前は独りじゃない、俺が必ず何とかする」という言葉で心を動かされ、勇気を出して「ベルムズ」との関係を打ち明け、初めて涙を見せた。
第5話で皆が脱出しようとした際、一颯の話を思い返して自分の犯した罪と向き合うために残ることを選択し、以降は襲撃されている一颯を助けに入るなど彼に協力的になる。最終回では、飛び降りを図る一颯を助けようとするさくらに助太刀する活躍を見せた。
卒業後はダンスを続けながら、介護職の資格取得を目指している。

景山澪奈（かげやま れいな）
演 - 上白石萌歌
名門水泳部のエースでオリンピック代表候補にもなっていた学園のスター。ある日突然自らの命を絶つ。
ネットで浮上した「ドーピング疑惑」の噂を鵜呑みにしたクラスメイトたちからイジメを受けていたが、疑惑は様々な者の手で仕組まれた「偽情報」と判明している。華やかな経歴とは裏腹に多くの嫉妬をかっており、心を許せる相手もなくずっと孤独だった。しかしさくらと友達になった際には、「本当の友達ができたかもしれない」と逢沢に話していた。
フェイク動画が流されてからも気丈に振る舞っていたが、実は周囲の悪意がずっと彼女の精神を蝕み続け、世の中の人すべてが自分を中傷しているかのような幻覚を見るようになっていた。同様の経験をしている相楽文香を知る一颯にだけは「自分が自分でなくなってしまう」と打ち明け、助けを求めていた。結局澪奈を救えなかったことが一颯が事件を起こすきっかけとなってしまった。
亡くなった日、一颯に「動画の犯人と会ってくる」と言うが、途中でさくらと出会い二人でよく遊んでいたビルの屋上に行き、そこでさくらから謝罪を受ける。しかし味方のはずのさくらにすら疑心暗鬼になっていた澪奈は、会話の途中でさくらが呼び出し音が鳴ったスマホを見たことで、悪意ある匿名の声を思い出してしまい、発作的にビルから飛び降り自殺したことが事件の真相であった。またその際、さくらに手を掴まれるも手が離れて転落に至ってしまったことで、さくらは罪の意識を背負うことになる。
金沢玲央（かなざわ れお）
演 - 新條由芽
噂好きでミーハーなおさげ髪の少女。里見親衛隊の一人、本人曰く「遠くから見ているだけでお腹いっぱい」とのこと。華の須永への「勘違い系」恋心には若干イラッと来ていて、須永が華を意識し始めたのを「誰も予想してなかった展開」と驚愕する。
卒業後は里見と結婚し、妊娠中である。
茅野さくら（かやの さくら）
演 - 永野芽郁
本作品のヒロイン。クラスメートに押し付けられて学級委員長になった。
気が弱く、クラス内では目立たない存在。常におどおどと周囲の顔色をうかがっているため、影で「奴隷」と呼ばれていた。いわゆる「オタク気質」で、興味があることになると急に饒舌に話しだす。特にプロレスファンで何でもプロレスに例えるが周りには通じていない。
かつて澪奈のことを「澪奈様」と呼び密かに崇拝していたが、ある日彼女から話しかけられたことがきっかけで親友同士となる。しかし澪奈がドーピング疑惑が原因でクラスメイトから嫌がらせをされるようになってからは、嫌がらせが自分の身に降りかかるのを恐れ、また澪奈自身からも「さくらとは友達になれない」という手紙を受け取り、以来澪奈を避けるようになった。しかしこの手紙が澪奈の本心ではなかったことには薄々気づいていた。
第1話にて澪奈の自殺の理由を解答するよう一楓に指名され、さまざまな質問を投げかけられるうちに、彼女を救えなかったことや自分の行いを反省するとともに謝罪し、それ以降は周囲に流されず自分の意見を少しずつ言うようになっていき、クラスメイトたちを諭し、時に励ますなど澪奈を追い詰めた原因を探す中心的な存在となる。
第9話の終盤、クラスメイトに「私が澪奈を殺した」と告白した。実際には澪奈が飛び降りた際、彼女の手を掴み生きるよう説得したものの、説得はうまくいかず結果的に手が離れ、澪奈が死亡してしまったため、自分を責めていて「自分が澪奈を殺した」と思い込んでいることが判明する。
最終話の終盤で一颯に「お前は本当に景山が楽になると思ったから手を離したのか」と聞かれた際には、涙を流しながら「私は澪奈に生きていてほしかった」と答え、勇気を労われた。
河合未来（かわい みき）
演 - 搗宮姫奈
バレーボール部所属。香帆や華と仲が良かったが、香帆の裏の顔を知ってしまい、距離を置く。しかし、香帆がさくらとともに真剣に澪奈事件の真実を突き止めようとしているのを見て仲直りし、ともに行動するようになる。
サバサバした性格で、華を馬鹿にした愛華に食ってかかるなど友達思い。グレーのパーカーを着ている。
熊沢花恋（くまざわ かれん）
演 - 堀田真由
澪奈と同じく名門水泳部所属で、部長を務める。同じ水泳部員の真壁とは小学校からの付き合いで、いわゆる幼馴染。押しの弱い真壁をヘタレ扱いしているが、本心では真壁のことが好き。水泳部の女子ロッカー室に自由に入れることから、「ドーピング疑惑」の原因となった捏造動画撮影の犯人と疑われてしまうが、無実であったことが判明する。
部長である自分よりも澪奈ばかりが注目され、さらには真壁が澪奈を好きになってしまったこともあり、澪奈へのコンプレックスに苦しんでいたが、それらを克服して部活に打ち込んでいた。
卒業後は水泳のオリンピック強化合宿に招集されるまでに成長している。
小宮山愛華（こみやま あいか）
演 - 日比美思
リア充生活重視のアッパー女子。普段はブレザーのポケットに手をつっこんでいる。
唯月や涼音といつも行動をともにしており、2人同様気が強く口も悪い。他のクラスメイトたちに当り散らすなど、クラスの不協和音を悪化させたる一因となるが、ドラマ終盤では唯月が澪奈への仕打ちを後悔しているのを聞き、「力を抜いて素直になってみようか」と、強がっていた自分たちの行動を悔い改めるような笑顔を見せた。
里見海斗（さとみ かいと）
演 - 鈴木仁
サッカー部のエース。長身のイケメンで女子からの支持率と人気No.1でクラスで一番高い愛され男子で、親衛隊のような女子がいる、観賞用男子。
澪奈に好意を抱き告白したが片想いだった故に振られてしまう。プライドが傷つけられたショックで街をさまよっていた際に、ベルムズに脅されていた甲斐にそそのかされ、水泳部の全国大会の最中に会場のロッカー室に忍び込んで澪奈のバッグにサプリメントの瓶を忍ばせ、澪奈が別の飲み物を飲んでいるところをスマホで隠し撮りした。しかし、後日その映像が何者かによって「澪奈がドーピング薬を飲んでいる」かのように編集され、ネット上で拡散してしまう。
第3話にてその行為が明るみに出た際には「自分が振られて傷ついたから景山を苦しめたかった」と強がったが、一颯から「それが本当にお前の明日の活力になるのか？」と問い詰められ、逆境を乗り越えた真壁や花恋の姿を見て自分の弱さを受け入れる。
その後、「課題を正解できなかったペナルティーとして殺される生徒5人」に自ら志願することで、自分の犯した罪の責任を取ろうとしたが、殺害されることはなく、一颯の真意を知ってからは、教室に残って澪奈事件の真相を突きとめるよう、クラスメートたちを説得する。
花岡沙良と秋庭凛と付き合ってから、金沢玲央が一番相性が良かった、卒業後は玲央と学生結婚し、もうすぐ子供が生まれる。
須永賢（すなが けん）
演 - 古川毅（SUPER★DRAGON）
甲斐の取り巻きの一人。切れ者で冷静沈着、甲斐や石倉が暴れているときもどちらかというと止め役に回る。クラスの女子人気は里見に次いで高い。
甲斐の家庭の事情を知ったときは、石倉とともに甲斐を支える。
華をバカにする愛華を一喝したことで、華からは気があると思われているが本人はそれに気づいていない模様。しかし華がさくらを受け入れたり、瀬尾をフォローしたりしているのを見て、次第に彼女を意識するようになる。
卒業後は華から12回告白され、最後は根負けして恋人同士になっている。
諏訪唯月（すわ ゆづき）
演 - 今田美桜
読者モデルで、クラスの女子のリーダー的存在。女王様気質で気が強く他人を傷つけるようなことも平然と口に出す。愛華や涼音と仲がいい。
第5話でベルムズの喜志正臣と交際していたことが判明。芸能事務所に所属するための支度金を稼ごうとベルムズ経営のガールズバーに行ったことで、その場にいた喜志と知り合い、喜志が裏から手をまわして大手プロダクションに合格し読者モデルとして雑誌の表紙を飾るまでになっていた。しかし、喜志が澪奈のフェイク動画に関わっているとは聞かされてはいなかった。
ベルムズと関係していたこと、喜志の力にすがっていたことで、クラスメイトたちから冷たい目を向けられて責められる。「間違っていることくらい分かってる、でも私はこうやって生きるしかなかった」と泣き叫ぶが、さくら以外のクラスメイトからは聞き入れてもらえず、無視されてしまう。一颯から「みっともなくてもいい、恥もかかずに強くなれると思うな。お前のこれまでは、誰が何と言おうと、絶対に間違っていない」と過去を否定せずにその上で前を向くことを教わり、喜志からプレゼントされたペンダントを床に叩きつけて割り、中に仕込まれていたマイクロチップを一颯に渡した。
第8話では、澪奈のフェイク動画を自分に頼まなかったことを喜志の優しさと感じ、また澪奈に対しては罪悪感を持っている様子が見られた。フェイク動画の一件で一颯が犯人ではないかと疑われた際には「犯罪者にあんな説教できるわけがない」と擁護した。
卒業後は事務所を移籍し、地道にモデルの仕事をしている。
瀬尾雄大（せお ゆうだい）
演 - 望月歩
陸上部のスプリンター。武智の勧めでスポーツ推薦で豪翔大学に進学が決まっている。
当初はスポーツ推薦を取り消されたくないがために澪奈の事件に関わろうとせずに教室を脱出しようとしたが、一楓が一人で罪をかぶろうとしている姿やクラスメートたちの説得により、残ることを決める。
第7話にて、武智が見返りの不当な報酬を目当てに、選手としての能力を見極めずに実力不足の生徒を推薦していたことや、武智の推薦で進学した者は大半が練習に追いつけずにメンタルを病み、9割が退学に追い込まれていることを知ってしまう。しかし「俺にはこれ（陸上）しかない」という瀬尾は武智を擁護し、一颯を糾弾するために一部のクラスメイトをそそのかし、体調の悪い柊を襲撃して脱出を試みる。しかし一颯から「（大学に入ることが）本当にお前のゴールなのか？」と問いかけられて気持ちが揺らぐ。その後、一颯と武智の直接対決を見て、言葉は甘いが内心で生徒を使い捨てのモノ扱いしていた武智よりも、「三歩先しか見えてない生徒に、どの道を歩めば、それが最善なのかを考える、寄り添って一緒に答えを探す、それが教師の務めだ」という一颯の言葉を信じるようになり、同じく武智の推薦を受けていた華に「瀬尾ならできる」と泣きながら励まされ、たとえ推薦が駄目になったとしても再起することを誓う。
卒業後は無事に豪翔大学陸上部に進み、苦労しながらも練習についていく毎日のようである。
立野寛人（たての ひろと）
演 - 森山瑛
鉄道好きで成績優秀な生徒。「Mind Voice」でのハンドルネームは「立野寛人@鉄ヲタ民」。父親は音楽プロデューサー。
兵頭と西崎とはゲーム仲間。
第7話では、瀬尾たちに協力して一颯を襲撃している間にロックを解除しようと試みたが、甲斐たちに止められた。
卒業後は父親に佑香を紹介し、彼女のCDデビューを手伝った。
辻本佑香（つじもと ゆうか）
演 - 大原優乃
普通が大好きなごくごく平均的で平凡な女子。第5話で一颯が倒れた際は「ヒトカラに行きたいから」と脱出を申し出るが、最終的には里見たちの説得に応じ、教室に残る。第8話の自習時間には、オペラ「トゥーランドット」のアリア「誰も寝てはならぬ」を朗々と歌い上げた。
卒業後、立野の父の会社から「絆」というタイトルの歌のCDでデビューした。
中尾蓮（なかお れん）
演 - 三船海斗
甲斐の取り巻きの1人。バイク好きで愛車はヤマハ・SRのカスタム。涼音と付き合っている。
第1話にて一颯のターゲットにされ、気絶させられた上でナイフで胸部を刺されて死亡したかと思われていた。第2話では中尾殺害を訝る生徒たちに詰め寄られた一颯が、ホルマリン漬けにしたという切断された中尾の腕を投げてよこした。しかし、腕は実際は特撮用の模型であり、ナイフも一颯が密かに仕込んだ血糊の入った袋に刺さっただけで、第3話終盤で一颯に殺されかけた5人によって生存が確認される。
一颯の真意をいち早く聞かされ理解者となり、のちに合流した里見たちと共に他の生徒たちに一颯に協力するようにと説得する側に回る。
卒業後も涼音との交際は順調である。
西崎颯真（にしざき そうま）
演 - 今井悠貴
電脳部所属。パソコンやデジタルデバイスに強く、フェイク動画の映像解析で活躍。
第7話では、一颯の指示で澪奈が亡くなった当日の防犯カメラの映像を瑠奈とともに解析し、その結果、映っていた男が武智と判明する。
影の薄い電脳部よりも、名門である水泳部の期待のエースとして注目されている澪奈へのやっかみから、ドーピング疑惑動画を匿名で拡散していた。その後、瑠奈とともにそれがフェイクだと突き止めたが訂正もせずに放置していた。そのため澪奈が自殺したあとは密かに罪悪感を抱き続けていた。第8話で、防犯カメラに映った男が武智ではなく、実は一颯だったという瑠奈の解析を知り狼狽する。間違った映像が訂正されることないままSNSで武智が殺人犯扱いされ罵声を浴びせられているのを見て、かつて自分が澪奈のフェイク動画を放置したのと同様の過ちを繰り返すのを恐れ、反射的に一颯の画像を「Mind Voice」で公開しようとするが、瑠奈にタックルされて止められる。
その後、クラスメートとともに一颯の教えに従って映像の出処を冷静に突き止めようと尽力し、映像そのものがフェイクであったことに気づく。また、一颯が命をかけて生徒のために警察と対峙する姿を見て「止めてくれてよかった、あんなにも戦っている先生の思いを知ってからじゃないと、きっとまた後悔していた」と確証もないままに焦って動画をアップしようとした行為を止めてくれたクラスメートたちにつぶやいた。
一颯を助けに来たガルムフェニックスとファイター田中に憧れ、卒業後は田中の弟子になりスーツアクターを目指している。
花岡沙良（はなおか さら）
演 - 横田真悠
里見親衛隊の一人、オシャレを愛する原宿系女子。ピンクのカーディガンを着ている。
里見の元カノ、以前はサッカー部のマネージャーだったが、でも里見と別れて辞めた。「Mind Voice」でのハンドルネームは「☆さら☆」。
兵頭新（ひょうどう あらた）
演 - 若林時英
野球部所属。緊迫した場面でも茶化すようなことを言うお調子者。
第5話で一颯が倒れて生徒たちが携帯を取り返した際には、真っ先に父親に連絡して警察の突入を要請、脱出することを選択するが、最終的には里見たちの説得に応じ、教室に残る。
第7話では瀬尾にそそのかされ、体力の落ちている一颯を襲撃、脱出を試みるも甲斐たちに止められる。
卒業後は実家の寿司屋で寿司職人の修行中である。
不破航大（ふわ こうだい）
演 - 飛田光里
筋トレ好きな男子。テレビのバラエティ番組で腕立て王者になっていた武智失脚後の「腕立て王者」を自負しているが、卒業後に柳本に奪還された。
堀部瑠奈（ほりべ るな）
演 - 森七菜
電脳部所属でアニメ好き、特撮にも詳しい。
第8話では澪奈の自殺当日の防犯カメラ映像を解析し、澪奈と一緒に映っていたのは武智ではなく一颯であることを突き止めたが、それを西崎以外のクラスメートに知らせることは躊躇していた。
過去には澪奈のドーピング動画も解析してフェイクだと見破っていたが、西崎ともども見て見ぬ振りをしていた。それを後悔する西崎が、一颯の映る防犯カメラ映像を「Mind Voice」にアップしようとするのを全力で止めた。
その後クラス全体で検証したことで、防犯カメラ映像自体がフェイクであったことが判明する。「グッと踏みとどまってクルッと頭を一周させて考える」という自身の教えが生徒たちに伝わっていたことは、一颯を感動させた。
また郡司と対峙して倒れた一颯の助太刀に現れたガルムフェニックスを見て感激の涙を流した。
真壁翔（まかべ かける）
演 - 神尾楓珠
水泳部のマネージャー。花恋とは幼馴染で、ことあるごとにヘタレ扱いされている。生前の澪奈に思いを寄せていた。また花恋が自身に恋心を抱いていることに薄々気づいてはいるが、あくまで花恋のことは友達だと思っている様子。
元は選手であり、澪奈と花恋と3人で全国大会出場を目指していた。澪奈と親しかったことから彼氏と間違われ、澪奈につきまとっていた自称「澪奈ファン」の不良高校生集団に暴行され、足首に大けがを負って選手生命を絶たれてしまう。ショックで自暴自棄になっていた入院中にノートを届けにきたさくらから「マネージャーとして澪奈の側にいる」ことを勧められ、それからは苦しみを乗り越えマネージャーに転向して水泳部を支えていた。なお、真壁のマネージャー転向がさくらの勧めと知った澪奈は「私も彼女に感謝しないと」と発言しており、澪奈とさくらが親しくなるきっかけとなった。
また第3話で動画撮影犯人と特定された里見に胸ぐらをつかまれ、「何で俺がこいつより弱えんだよ！こんな奴に負けっかよ!」と逆上されるが、さくらに説得された里見に「殴ってくれよ」と懇願されると、「景山は、きっとそんなこと望んじゃいないよ。この悲しみを力に変えてくれ里見。景山の分まで」と、涙を浮かべて訴えた。
卒業後は花恋の専属トレーナーとして水泳の代表合宿に参加している。
光永葵（みつなが あおい）
演 - 西本銀二郎
ナンパ好きな遊び人で携帯は二台持ちだったが、両方とも一颯に没収されてしまう。ベージュ色のカーディガンを着ている。休み時間には不破と柳本の腕立て勝負のレフェリーをさせられ「なんで男を相手にしなくちゃならないんだ」とぼやいている。
第7話では瀬尾にそそのかされ、体力の落ちている一颯を襲撃、脱出を試みるも甲斐たちに止められた。
水越涼音（みなこし すずね）
演 - 福原遥
恋愛体質な女子で、中尾とは恋人同士。唯月、愛華と仲が良く、例に漏れず気が強い毒舌家。中尾が殺されたと思い、一颯の質問に答えられなかっただけの無関係であるさくらを逆恨みして犯人扱いするなど、思いつめると極端な発想をする面がある。
2年の夏までは水泳部に所属しており、中学では地区で上位入賞レベルの選手だった。澪奈に追いつこうと誰よりも練習に励んでタイムも澪奈に近づいており、顧問である坪井からも期待をかけられていたが、中尾と交際していたことを理由に高圧的な態度で退部を強いられたため、坪井を恨んでいる。しかし、実は涼音は過度の練習による致死性不整脈のため競技を辞めなければやがて命を落としてしまう危機に瀕しており、涼音の母親から説得するように頼まれた坪井により突き放される形で練習を中断されていた。
第6話で上記の経験から、坪井をフェイク動画を依頼した「hunter」だと思いこみ、坪井を「澪奈の動画依頼の犯人」だと決めつけた動画を美咲に撮影させ、「Mind Voice」に投稿する。その後、投稿した旨を一颯に伝え、教師たちとのビデオ通話で改めて坪井の関与を疑い問い詰める。
だが校長に説得された坪井から上記の「退部」の真相を聞かされ、投稿したと思った動画が思い違いであることに気づき動転するが、美咲がアップする前に一颯が止めさせたことを知って安堵する。その直後、一颯から「もし世間に広まっていたらどういうことになるか、ちゃんと考えたのか!?」と、一度投稿した情報は取り返しがつかないことを指摘され、確かな情報もなく一方的な思い込みだけでフェイク情報を拡散させようとしたことを「感情で過ちを犯して許される年齢ではない。自分の言葉に、行動に、もっと責任を持て」「言葉一つで簡単に（他人の）命を奪えることを忘れるな!!」と激しく叱責され、涙ながらに事の重大さを痛感する。
その後は、第8話で「私たちの言葉1つで、人の命を奪えるわけだから、責任は重大だよ」と発言しており、人間的な成長がうかがえる。
卒業後は水泳への思いは離れ、中尾との交際を続けている。
柳本稔（やなもと みのる）
演 - 高尾悠希
柔道部所属。華と同じく緊迫的状況の中でも弁当を食べていた大食らい。休み時間になると、毎回不破と腕立て伏せの勝負をしている。
結城美咲（ゆうき みさき）
演 - 箭内夢菜
アイドル志望。いわゆるハーフツインテにしている。
「Mind Voice」のフォロワーを増やすことに必死になるあまり、空気の読めない行動に出ることもあるが、注意されると反省する素直さも持ち合わせている。ハンドルネームは「美咲♡みさきちゃん」。 第6話では、5人を爆破したカモフラージュのための切断された手足の模型の写真を裏アカウントで「Mind Voice」に投稿。ふたたび没収された携帯を密かに抜き取るも涼音に見つかり、秘密にする代わりに、坪井の告発動画を撮り「Mind Voice」に投稿するよう要求される。しかしその後カメラで監視していた一颯に見られてしまい、動画の投稿は阻止された。
卒業後はYouTuberになり、フォロワーもそこそこいるようである。

### 魁皇高校教師
武智大和（たけち やまと）
演 - 田辺誠一（高校生時：中村隆希）
3年B組担任（数学担当）。1969年生まれ。本を出版したりテレビでのコメンテーターを務めたりするなど「平成最後のカリスマ熱血教師」の異名を持つ有名教師。教育界の重鎮である牧原元文部文化大臣に取り入っている。
立てこもり事件が判明すると進んでマスコミの取材を受け、事件の最中にもかかわらずバラエティ番組に出演する空気の読めない目立ちたがり屋。教師陣からの扱いは冷たく、特に森崎からはテレビ越しでたびたびツッコミが入る。
第6話で澪奈を陥れるフェイク動画をベルムズに依頼した「hunter」だと一颯から名指しされるが、第7話では当初は否認し続け、テレビを使ってパフォーマンスする余裕を見せつける。しかし生前の澪奈の言葉や生徒たちの証言から、牧原が学長を務める豪翔大学と癒着し、スポーツ推薦で便宜を図っては見返りに不当な報酬を受け取り、また結果を残せなかった選手を強制退部させ無情な扱いをしていたことなど本性が暴かれ、徐々に追い詰められる。最終的に澪奈が亡くなった日に最後に彼女の姿を捉えた防犯カメラ映像に顔が映っており、澪奈の自殺に関係していると判明する。一颯と1対1で対峙した際に、澪奈が何度も断っているにもかかわらず裏金を使ってしつこくスポーツ推薦を勧誘したことを「教育委員会に訴える」と言われて慌て、澪奈の実績を失墜させるために「ベルムズ」にフェイク動画の作成を依頼していたことを自白。それを「Mind Voice」のライブ配信で世間に公表されたことで「カリスマ熱血教師」としての名声と権威を失い、警察署に連行される。一颯の意図は、武智に澪奈が味わった苦痛を追体験させることで、罪の重さを知ってもらうことであった。
さらに、教員研修で知り合った咲宮高校の相楽文香の教え子も同様の強引な手法で推薦に勧誘、不審に思った文香が興信所を使って武智と牧原との関係を割り出したことで、ベルムズに依頼した文香を陥れるフェイク動画を拡散させ、彼女を退職に追い込んでいたことも発覚した。
自身が「hunter」であることや、（澪奈が亡くなった日に）澪奈とフェイク動画の件で話し合おうとしていたことを認める一方で、「（景山の）自殺現場にいたのは自分ではない」と否定している。
上記のあとにネットで激しい誹謗中傷に晒された結果、文香、澪奈同様に他人の視線におびえ幻覚や幻聴を見るようになり、最終話ではパニックを引き起こして学校の体育館の端で体操座りで蹲っていたが、校長に「この事件を我々とともに、柊先生の話に耳を傾けて考えましょう」と諭される。一颯の発言を聞いて自身の行いを恥じ、一から出直す覚悟で文香に頭を下げて謝罪した。
森崎瑞希（もりさき みずき）
演 - 堀田茜
3年C組担任（地理担当）。生徒だけでなく教師からの人気も高いアイドル的存在。立てこもり事件前には一颯を何度も食事に誘っていた。
武智に対しては辛辣で、煙たがっている。彼が調子に乗った際には鋭いツッコミを入れ、書いた本の新刊を渡されたときには「いらない」と断り、写真集には画鋲を刺していた。武智が中傷に晒された際には、最初は同情の欠片もなく、キツイ一言を浴びせるなどしたが、最終的には校長と共に説得した。
市村浩一（いちむら こういち）
演 - ベンガル
魁皇高校校長。事なかれ主義者で「卒業までは平和でかつ穏便に」が口癖。澪奈というスター選手がいることでマスコミが頻繁に出入りするのを迷惑がっていた。
立てこもり事件が発生した際にも事件解決より体裁を気にしていたが、人質にされている甲斐の家庭の事情を知ると、できる限りの支援をするよう教師たちに指示したり、「涼音を辞めさせた本当の理由」を明かすように坪井に勧め涼音の思い込みを解くなど、徐々に校長としての責任感ある行動をとるようになる。最終話では精神的に病んでしまった武智に対し「私や教師たちは味方です」と諭し、罪を受け入れて乗り越えるよう説得した。
坪井勝（つぼい まさる）
演 - 神尾佑
体育教師。名門水泳部の熱血顧問。
指導法について保護者からたびたび苦情を入れられていたが、「自分が水泳部を強くした」という自負から取り合わなかった。涼音の蓮との交際を暴露し、彼女を退部に追い込んだ過去がある。坪井自身は生徒のためを思って行動していたつもりでも、生徒に説明もなく暴力的で高圧的な指導をするため、追い詰められて退部する部員も多く、涼音もその1人だった。
実は涼音が過度の練習による致死性不整脈のため競技を辞めなければやがて命を落としてしまう危機に瀕している事を知らされており、涼音の母親から説得するように頼まれ、あえて強く突き放さす形で練習を中断させていた。その後、涼音に「hunter」であることを疑われたため、校長に言われて涼音に部活を禁止した本当の理由を話し謝罪したことで、その件は一応の解決をみた。その後は自身の行動を反省した模様で、高圧的な態度は鳴りを潜めている。一颯が教室を爆破した（ように見せかけた）際には思わず怒り心頭に発しているほか、武智が中傷に晒された際にも、校長と共に説得した。
佐久間現（さくま げん）
演 - バッファロー吾郎A
3年の学年主任。やや口が軽い。
立てこもり事件に対する対応を兵藤の父から責められ、逆ギレしていた。実は実家が介護施設を経営しており、甲斐の母の介護の件では一役買った。

### 警察
郡司真人（ぐんじ まさと）
演 - 椎名桔平
瀬ヶ山署の生活安全課少年係の刑事。群れるのが嫌いで、犯人を追い込むのにやりすぎなほどの捜査を行い必要なら殴り合いもする。そのため始末書の常連となっている。
以前は熱意ある教師だったが他校生徒からの暴行事件で教え子を死なせてしまい、少年犯罪そのものを撲滅したいという思いから警察に転職した過去がある。「今の教師は手をあげたらすぐ暴力教師扱いされる」と語っており、教師の立場では子供を犯罪から守るには限界があると感じている。
魁皇高校立てこもり事件の担当となるが、優秀なところを一颯に目をつけられ、彼からの指示を受けるようになり、結果的に一颯に協力するような形で事件と関わって行く。
さまざまな捜査の過程や五十嵐の「何が真実か見極めろ」という言葉から、一颯の真意を知りたいという思いにかられ、第8話で深夜の魁皇高校に向かい、立てこもっている一颯と対決する。その際に助太刀に現れたガルムフェニックスによって気絶させられ、一颯がライブ中継を要求するための人質に利用されるが、3月10日の夜明けとともに開放された。
校内にいる間に生徒たちから一颯についてきた理由や彼を信頼する思いを聞き、一颯の中に教師時代の自分のような情熱を見出して、一颯がライブ中継を終えるまで見守ったあとに、警察へと連行した。
宮城遼一（みやぎ りょういち）
演 - 細田善彦
瀬ヶ山署生活安全課少年係の刑事。郡司の部下で常に郡司に振り回されている。ネット世代で、郡司に代わって「Mind Voice」への投稿やダイレクトメッセージを代筆している。特撮好きな一面を持つ。
捜査により五十嵐が一颯の協力者であることを突き止めるが、郡司が五十嵐に同情的なのにいら立ち、郡司に逆らって本城理事官に告発した。しかし最後には郡司の要請を聞いて、相楽文香を一颯のライブ中継に間に合うように校庭に連れて行った。
事実上の続編である『ニッポンノワール-刑事Yの反乱-』にも登場している。
五十嵐徹（いがらし とおる）
演 - 大友康平
捜査一課のベテラン理事官。郡司とは昔からの知り合い。仕事熱心なあまり20年以上前に家族に逃げられた（離婚した）とぼやいている。相楽文香の実父だが、文香本人や郡司たちにはそのことを隠している。
第3話で一颯の協力者だったことが判明。要求された食料の受け渡しの際にこっそり一颯に拳銃を渡したり、密かに警察の情報を流したりしていたが、第8話で宮城によって一颯との共謀を警察上層部に告発され、連行される。宮城による取り調べの際には「一颯が郡司と同じ目をしていたから協力した」と語り、宮城に対しても「お前もいい目をしている」と励ました。
本城諭（ほんじょう ゆずる）
演 - 篠井英介（第8話 - ）
捜査一課の理事官。五十嵐の後任として事件を担当する。一颯が生徒を殺すことはないと判断し、SITを突入させようとする。しかし、郡司が人質に取られたことで突入を中止する。
事実上の続編である『ニッポンノワール-刑事Yの反乱-』にも登場している。

### その他
相楽文香（さがら ふみか）
演 - 土村芳
一颯が以前勤務していた咲宮高校の元教師。一颯とは大学時代からの知り合いで咲宮高校在籍時には恋人同士だった。
現在は心を病んでしまい、自宅に引きこもって療養している。一時は食事もできないほどで、その原因は一颯から暴力を振るわれたからだという噂になっていた。しかし実際は、教員研修で知り合った武智から、担任していたクラスの野球部のエースをスポーツ推薦に裏金で勧誘され、不審に思い興信所を使って調査したところ武智の数々の罪を知り、教育委員会に提訴しようとしたため、武智がベルムズに作成させた「教え子をラブホテルに連れ込む」フェイク動画を拡散されてしまい、さらにベルムズや牧原の名前を出して脅迫されたことで、精神を病んで退職に追い込まれていた。
一颯が立てこもっているのを「自分のせい」だと思い、やめてほしいと懇願するが、これをきっかけに警察を訪れるなど外に出ていくようになり、一颯がライブ中継をした際には魁皇高校の校庭で見守った。その際、武智からの謝罪を受け入れ、一颯に対しては感謝を示して、今後は「強く生きる」と誓った。
相楽孝彦（さがら たかひこ）
演 - 矢島健一
文香の父。ただ、文香は亡き妻の連れ子で実子ではないため、実は義父であるが、文香にはそのことを知らせていない。「とある魁皇生」のハンドルネームで「Mind Voice」にログインするなど、行動に謎が多い。
第6話では、かつて一颯がスーツアクター時代に勤めていた宝来撮影所の社長であったことが判明。自費で大量の火薬などを買い込んで一颯に渡し協力していた。社員たちに害のないよう責任は自分で取ると語るが、ファイター田中の「現場の人間があなたへの協力を後悔するわけないでしょう」の言葉から、スタッフや俳優からは慕われていることがうかがえる。
一颯に協力したのは、これ以上犠牲者を出さないため、何かの一石を投じるためであったという。
第9話で一颯との打ち合わせに従い、一颯が映っている防犯カメラの映像を「Mind Voice」にアップし、その後、警察に出頭した。この投稿をきっかけに、「Mind Voice」では攻撃の矛先が武智から一颯へとシフトする。
喜志正臣（きし まさおみ）
演 - 栄信
第1話で郡司に繁華街で取り押さえられたチンピラ。当初は下っ端を装っていたが、第4話で半グレ集団「ベルムズ」のリーダー“K”だと判明する。色んなところにツテを持つ謎がある男。唯月に自分と交際するようもちかけ、見返りとしてコネで大手プロダクションに合格させ、読者モデルとして活躍できるようライバルを蹴落とすなど、裏から手を回していた。
唯月に自らと揃いのペンダントをプレゼントしていたが、唯月のペンダントにはフェイク動画の顧客リストデータが入ったマイクロチップを隠していた。フェイク動画の作成はベルムズの重要な資金源であり、郡司はその顧客リストを探していた。
その後の取調べで、フェイク動画の顧客リストに載っていた、魁皇高校教師である「hunter」の正体を郡司に問われるも黙秘していたが、携帯電話に残された唯月からのメッセージを聞き、澪奈を潰すよう依頼してきたのは武智であることを供述した。
事実上の続編である『ニッポンノワール-刑事Yの反乱-』にも登場している。
兵頭の父
演 - 大河内浩
事件発生後からずっと体育館に詰めており、立てこもり事件への対応について教師たちを責め立てたが、徐々に教師たちと意気投合するようになった。
中尾の両親
演 - 千賀由紀子、岩本淳
美咲の母
演 - 浅見静江
香帆の母
演 - 本橋由香
涼音の母
演 - 佐野啓子
生徒の親
演 - 伊沢弘、外川貴博、金時むすこ、倉橋秀美、成松修、土井きよ美、中山さおり ほか
牧原丈一郎（まきはら じょういちろう）
演 - 鈴木正幸
劇中のテレビ番組のコメンテーター。元文部文化大臣で豪翔大学の学長を務める、教育界のドン。武智と頻繁に会食しており、豪翔大学に生徒を推薦させていたが、武智が「hunter」だと告発されると切り捨てた。
阿南正巳
演 - 住田隆
「独占！ナイトショウ！」キャスター。
ファイター田中
演 - 前川泰之
特撮ヒーロー番組のスーツアクターとしてレジェンド的な存在。一颯が特撮番組に関わった際に、彼のアクションの才能を見出して自分の後継者にしようとしていたが、一颯の病のために断念。急遽引退宣言を撤回して「ガルムフェニックス」の主役を演じた。一颯のことを「真面目で人を助けたいと思っているヒーローのような人間」と語り、事件を起こしたあとも信頼している様子を見せる。
第8話の終盤、郡司との対決で倒れた一颯の助太刀にガルムフェニックスとして現れて郡司と一戦交え、気絶させた。一颯が郡司を人質に取ったあと、「世界を敵に回してでも、正義のために戦うのがガルムフェニックスだ」との言葉を西崎と瑠奈に残して去っていった。
事実上の続編である『ニッポンノワール-刑事Yの反乱-』にも登場している。

### ゲスト
第3話
不良高校生
演 - 七瀬公
「澪奈ファン」を自称し、真壁を澪奈の彼氏と見なして暴行した。

第4話
甲斐凪人（かい なぎと）
演 - 高村佳偉人
甲斐隼人の弟。
甲斐道代（かい みちよ）
演 - 山下容莉枝（第8話）
甲斐隼人の母。1年ほど前に交通事故で脊髄を損傷したため働けずにいたが、事情を知った教師たちの助力で介護施設に入ることが出来た。

仁科
演 - 笠松将
甲斐や石倉と同じダンスグループにいたベルムズのメンバー。甲斐に景山を廃工場に連れて来させ拉致しようとしたが、甲斐の反抗にあい失敗した。
第9話
澪奈の母
演 - 宮田早苗
最終話
フェイク動画の景山澪奈
演 - 川津明日香

## 用語
ベルムズ
謎の人物「リーダーK」を中心に東京で暗躍する半グレ集団。4話でKこと喜志正臣が逮捕されてからは力を失った。また事実上の続編である「ニッポンノワール」では物語に大きく関わっている。
Mind Voice(マインドボイス)
物語に登場する架空のSNS。
ツイッターのような形式だが、動画にはニコニコ動画のようなコメントが画面上に流れる。クラスのほとんどがアカウントを持っている模様。また、日本では5000万人の人が利用している。
ガルムフェニックス
宝来撮影所制作の特撮ヒーロー。一颯の口癖である「Let's think!」はガルムフェニックスの決め台詞である。

## スタッフ
- 脚本 - 武藤将吾
- 音楽 - 松本晃彦
- 主題歌 - ザ・クロマニヨンズ「生きる」（HAPPY SONG RECORDS/Ariola Japan）[14]
- チーフプロデューサー - 西憲彦
- プロデューサー - 福井雄太、松本明子（AXON）
- 協力プロデューサー - 難波利昭（AXON）
- アクションコーディネーター - 柴原孝典
- 演出 - 小室直子、鈴木勇馬、水野格
- 制作協力 - AXON
- 製作著作 - 日本テレビ
- アイパートナー（視覚障がい者向けナレーション） - 橋詰知久

## 放送日程
| 各話                                                                         | 放送日  | サブタイトル                       | ラテ欄                                                                        | メイン生徒               | 一颯の教え                                                                              | 演出     | 視聴率 |
| ---------------------------------------------------------------------------- | ------- | ---------------------------------- | ----------------------------------------------------------------------------- | ------------------------ | --------------------------------------------------------------------------------------- | -------- | ------ |
| Day-1                                                                        | 1月06日 | 衝撃的学園 ミステリー開幕!         | 衝撃的ミステリー! 教師が生徒29人を人質に! ある生徒の死の真相!? 最後の授業開幕 | 茅野さくら               | 過去の自分が、今の自分を作る                                                            | 小室直子 | 10.2%  |
| Day-2                                                                        | 1月13日 | 真相発覚!? 心震わす魂の授業        | 新事実発覚! 死に追い込んだ 同級生の罪                                         | 宇佐美香帆               | 足りなかったものは 自分が同じことをされたら どう思うかという想像力だ                    | 小室直子 | 10.6%  |
| Day-3                                                                        | 1月20日 | 急展開! 衝撃の真実発覚!            | 衝撃の急展開! 共犯者判明! 戦慄の教室                                          | 里見海斗 真壁翔 熊沢花恋 | その行動は 本当に自分自身の 明日への活力になるのか                                      | 鈴木勇馬 | 11.0%  |
| Day-4                                                                        | 1月27日 | 事件は核心へ―。 必見の第4話        | 黒幕はアイツ! 広がる闇。 物語は核心へ                                         | 甲斐隼人                 | 苦しい時、誰かに助けを求めたか                                                          | 鈴木勇馬 | 09.3%  |
| Day-5                                                                        | 2月03日 | 生徒逃走!? 警察突入! 運命の1時間   | 第1部完結! 全生徒逃走!? 決断の1時間                                           | 諏訪唯月                 | 恥をかかずに 大人になれると思うな                                                       | 小室直子 | 10.4%  |
| Day-6                                                                        | 2月10日 | 容疑者は教師!? 怒濤の第2部開幕     | 怒涛のヒーロー編! 開幕! 黒幕教師は誰                                          | 水越涼音                 | 言葉一つで簡単に 命を奪える事を忘れるな                                                 | 鈴木勇馬 | 11.7%  |
| Day-7                                                                        | 2月17日 | 対決! 犯人教師!? 真相、繋がる―     | 糾弾の時! 犯人教師と対決! 真相繋がる                                          | 瀬尾雄大 魚住華          | 三歩先しか見えてない生徒に どの道を歩めば それが最善なのかを考える それが教師のつとめだ | 水野格   | 11.9%  |
| Day-8                                                                        | 2月24日 | 最大の衝撃! 真相は今日、覆る―      | 怒涛の第2部 急展開衝撃! 真相、覆る!!                                          | 西崎颯真 堀部瑠奈        | 大事な決断をするときは 一度グッと踏み留まって、 クルッと頭を一周させろ                  | 小室直子 | 12.0%  |
| Day-9                                                                        | 3月03日 | 最後の授業。 全ての謎が繋がる日    | 最終章! 最後の授業、 全ての謎が繋がる日                                       | 逢沢博己 景山澪奈        | ナイフで刺せば 痛みを伴うのを忘れるな                                                   | 鈴木勇馬 | 12.9%  |
| Day-10                                                                       | 3月10日 | 終幕。 この日のために 全てはあった | 終幕来たる この日の為に 事件は起きた                                          | 茅野さくら 景山澪奈      | 言葉は時として ナイフとは比にならないほどの凶器となり得る                               | 小室直子 | 15.4%  |
| 平均視聴率 11.5%（視聴率はビデオリサーチ調べ、関東地区・世帯・リアルタイム） |         |                                    |                                                                               |                          |                                                                                         |          |        |

- 初回は30分拡大の22時 - 23時25分に放送された。
- 最終回の視聴率は、当時の「日曜ドラマ」枠の各作品の最終回としての歴代最高をこれまでの『デスノート』（2015年7月期）より1.3ポイント上回って更新している[18]。

## 受賞
- 第56回ギャラクシー賞
  - テレビ部門個人賞：菅田将暉（『dele』『菅田将暉TV』の演技と合わせて）[19]
- 日刊スポーツドラマグランプリ2019年冬
  - 主演男優賞：菅田将暉[20]
- 第15回コンフィデンスアワード・ドラマ賞
  - 脚本賞：武藤将吾[21]
- 第100回ザテレビジョンドラマアカデミー賞[22]
  - 最優秀作品賞
  - 主演男優賞：菅田将暉
  - 助演女優賞：永野芽郁
  - 脚本賞：武藤将吾
  - 監督賞：小室直子、鈴木勇馬、水野格
- 東京ドラマアウォード2019[23]
  - 連続ドラマ部門：グランプリ
  - 主演男優賞：菅田将暉

## 3年A組―今から皆さんだけの、卒業式です
Huluオリジナルストーリー
3月10日に柊一颯が警察に連行された直後の3年A組を描く。
（前編　41分　3/10日配信開始）
3年A組の生徒が日常へ戻り、その日が本来は卒業式だったことを思い出す。一颯の指示でパソコンのデータを消去していた逢沢は「卒業式」と名付けられた動画ファイルを発見する。みんなの前で再生してみると、真っ暗な画面に突然、一颯の声が流れ出した。そして密かに準備されていた卒業証書とともに3年A組の卒業式がはじまる。
（後編　41分　3/17日配信開始）
美術室に場所を移して続けられた3年A組の卒業式。全員が卒業証書を受け取ったあと、それまで真っ暗だった映像に一颯の姿が映し出される。激痛を押し殺して生徒たちに最後の言葉を伝えた柊。そして3年A組の生徒たちは一颯が描いたそれぞれの肖像画を手に学校を卒業していった。

## 「3年A組」事件が起こる○日前の日常
本編放送開始前からスペシャルショートムービー! として、【テレビバ】GyaO!などで配信された。

### サブタイトル・キャスト
1. 「60日前：大晦日､学校に忍び込む」（片寄涼太、佐久本宝、古川毅、三船海斗）
2. 「58日前：新年にモデルのチャンス!?」（富田望生、望月歩、今田美桜）
3. 「56日前：がんばれ! 受験生!!」（若林時英、高尾悠希、望月歩）
4. 「53日前：大学生になったら…」（萩原利久、神尾楓珠、鈴木仁）
5. 「51日前：隣のクラスの男子に告白されたら…」（森七菜、新條由芽、大原優乃）
6. 「49日前：男子が女子トークに入っていく方法」（堀田真由、富田望生、高尾悠希）
7. 「46日前：仲間に入れてくれないなら…」（萩原利久、今井悠貴、森山瑛）
8. 「44日前：女の子にモテる秘訣」（西本銀二郎、飛田光里、神尾楓珠）
9. 「42日前：ずっと言えなかったこと」（若林薫、富田望生、搗宮姫奈）
10. 「39日前：お金に困った時は…」（新條由芽、若林薫、西本銀二郎）
11. 「37日前：電脳部とスポーツマンの接点」（森七菜、今井悠貴、望月歩）
12. 「35日前：彼女がいなくなってからの日常」（片寄涼太、今田美桜、堀田真由）
13. 「32日前：水泳部と帰宅部のとある放課後」（佐久本宝、古川毅、神尾楓珠）
14. 「30日前：恋がしたい!」（福原遥、古川毅、若林時英）
15. 「28日前：後悔したこと」（横田真悠、搗宮姫奈、佐久本宝）
16. 「25日前：不良グループリーダーの圧」（片寄涼太、秋田汐梨、高尾悠希）
17. 「23日前：すごく近くにいるよ?」（箭内夢菜、新條由芽、飛田光里）
18. 「21日前：カップルの邪魔するやつ」（福原遥、三船海斗、森山瑛）
19. 「18日前：キレキレ朝礼ダンス!」（今井悠貴、鈴木仁、堀田真由）
20. 「16日前：明日はバレンタインデー」（福原遥、今田美桜、日比美思）
21. 「14日前：バレンタイン! くれたのは誰?」（西本銀二郎、三船海斗、森七菜）
22. 「11日前：里見親衛隊の願い」（秋田汐梨、鈴木仁、箭内夢菜）
23. 「10日前：ペット自慢! 犬? 猫? それとも」（日比美思、搗宮姫奈、森山瑛）
24. 「9日前：男は筋肉! そしてけん玉!」（秋田汐梨、大原優乃、飛田光里）
25. 「8日前：卒業記念に動画制作中!」（横田真悠、萩原利久、若林薫）
26. 「7日前：居眠りしてません!」（日比美思、大原優乃、若林時英）
27. 「4日前：こんな役をやってみたい!」（日比美思、横田真悠、箭内夢菜）
28. 「3日前：アクション映画を撮ってみよう!」（萩原利久、佐久本宝、若林時英）
29. 「2日前：大好きな彼へのプレゼント」（福原遥、片寄涼太、鈴木仁）
30. 「前日：明日､彼らは人質にとられることになる」（今田美桜、神尾楓珠、富田望生）